# Вороновка (приток Угры)
Вороновка — река в Смоленской области России, протекает по территории Угранского, Вяземского и Тёмкинского районов.

## География
Длина реки составляет 30,6 км, площадь водосборного бассейна — 367 км².
Исток — у деревни Тетерино Угранского района. Впадает в Угру в 205 км от её устья по левому берегу, ниже деревни Красино Тёмкинского района. Высота устья — 151 м над уровнем моря. В 6,6 км от устья впадает левый приток Лосьминка.
Вдоль течения реки находятся деревни Тетерино, Цинеево, Неонилово, Колотовка, Тякино, Жегловка, Сомово и Красино.

## Данные водного реестра
По данным государственного водного реестра России относится к Окскому бассейновому округу, водохозяйственный участок реки — Угра от истока и до устья, речной подбассейн реки — Бассейны притоков Оки до впадения Мокши. Речной бассейн реки — Ока.
Код объекта в государственном водном реестре — 09010100412110000020903.